# Rabinos por Palestina

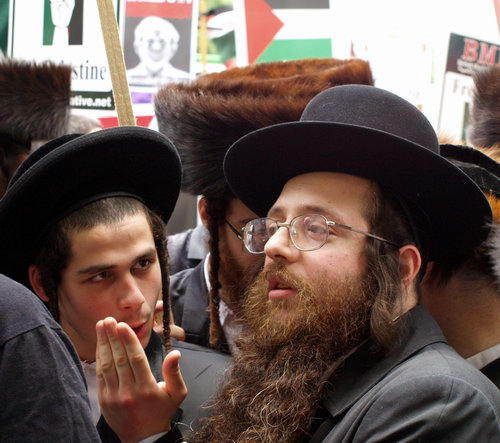
Rabino perteneciente a la organización antisionista durante una manifestación en apoyo a Palestina.

Rabinos por Palestina es una organización pro-derechos humanos judía y ortodoxa, creada en 2008 y con sede en Londres. Opuesta al sionismo, propone el desmantelamiento del Estado de Israel por medios pacíficos.